# Shiselweni I
Shiselweni I ist ein Inkhundla (Verwaltungseinheit) in der Region Shiselweni in Eswatini. Der Bezirk ist 220 km² groß. Die Verwaltungseinheit hatte 2007 gemäß Volkszählung 12.823 Einwohner.

## Geographie
Das Inkhundla liegt im Süden der Region Shiselweni. Im Westen hat sie eine kurze gemeinsame Grenze mit dem Inkhundla Shiselweni II. Hauptverkehrsader ist die MR 11.

## Gliederung
Der Bezirk gliedert sich in die sieben Imiphakatsi (Häuptlingsbezirke) Dumenkhungwini, Eposini, Hhuhhuma, Mabonabulawe, Manyandzini, Mchinsweni und Zikhotheni.